# Schloss Königswartha

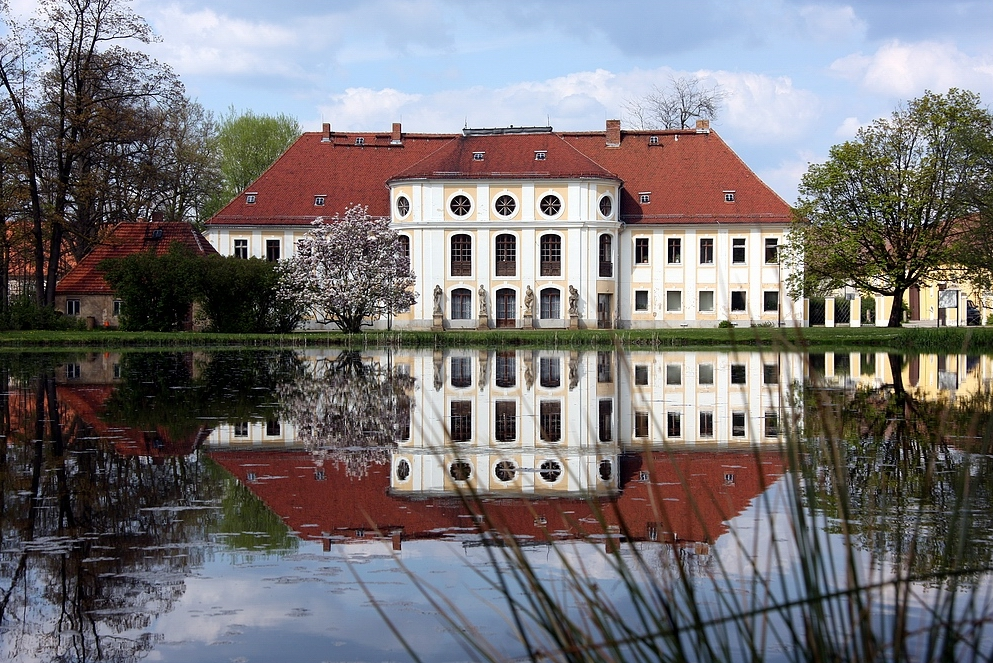
Schloss Königswartha

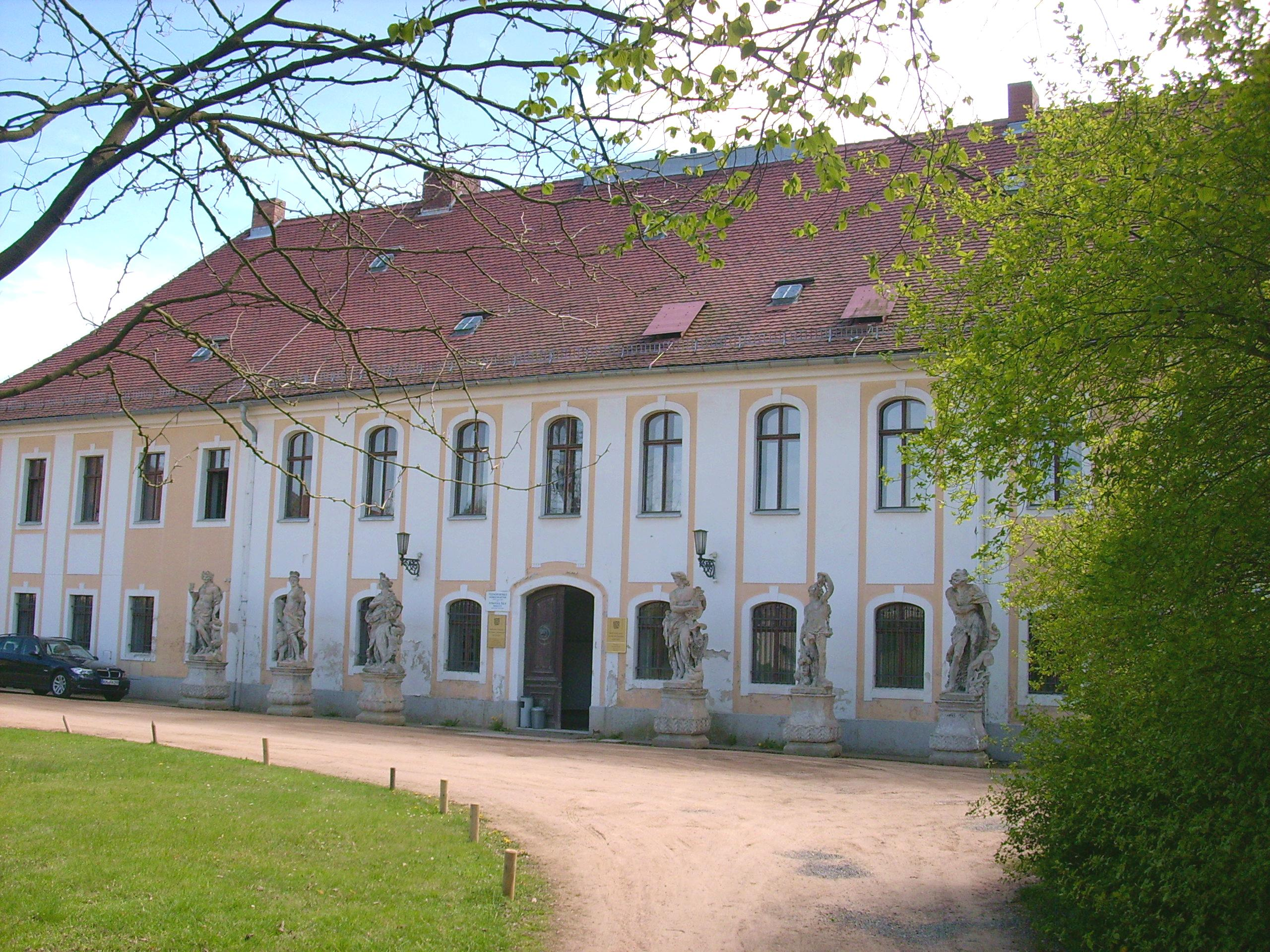
Eingangsfront

Das Schloss Königswartha befindet sich am Südrand des gleichnamigen Orts Königswartha im sächsischen Landkreis Bautzen. Es wurde Ende des 18. Jahrhunderts erbaut und gehört dem Freistaat Sachsen. Im wasserreichen Oberlausitzer Heide- und Teichgebiet gelegen, beherbergt es seit Ende der 1940er Jahre eine Fachschule für Binnenfischerei.

## Geschichte
Im westlichen Bereich der Schlossanlage befand sich bereits im 13. Jahrhundert eine Wasserburg, die als Warte des Königs von Böhmen die alte Straße von Bautzen nach Hoyerswerda sichern sollte. Die Wehranlage, von der sich auch der Ortsname Königswartha herleitet, war nachweislich 1238 Wohnsitz von Suidegerus de Warta. Im Jahr 1268 gelangte die Burg in den Besitz der Familie von Schreibersdorf. Von 1350 bis 1550 bewohnten die Herren von Pannewitz die Burg. Aus dem Besitz von Valentin von Hennigke ging das Gut 1558 in den Besitz von Friedrichen von Paschen über, der es wiederum an Hans Christoph von Ponickau veräußerte. Ab dem Jahr 1626 existierte neben dem Hauptgut noch ein Beigut, das der Familie von Schreibersdorf gehörte und später an den Herrn von Gödaw kam. Nach dessen Tod wurden beide Güter durch Haubold von Schleinitz zusammengeschlossen.

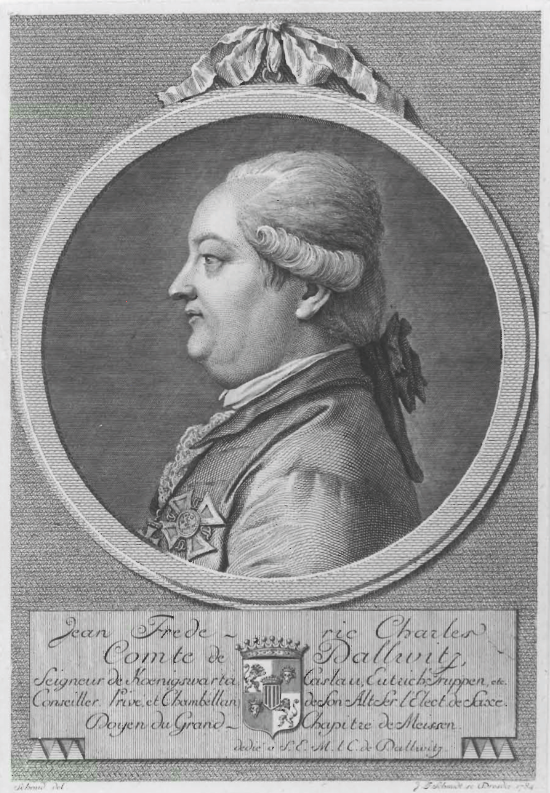
Johann Carl Friedrich Graf von Dallwitz (1784)

Der sächsische Kurfürst, dem bis 1661 Königswartha als eine der größten Oberlausitzer Grundherrschaften gehörte, verkaufte den Herrensitz an den Kriegsrat und Landeshauptmann Hans Adolph von Haugwitz. Dessen Sohn und Erbe Adolph Günther verstarb mit 30 Jahren, worauf seine Witwe, eine geborene von Hocke, einen Herrn von Luttitz auf Räckelwitz ehelichte und Königswartha Adolph Günthers Tochter Anna Katharina zufiel. Diese war mit Gottlob Christian Vitzthum von Eckstädt verheiratet, mit dem sie ab dem Jahr 1700 die auch als Altes Schloss bekannte Burg bewohnte. Im Jahr 1738 heiratete ihre Tochter Auguste Wilhelmine den Reichsgrafen Johann Casimir von Dallwitz. Ihr gemeinsamer Sohn Johann Carl Friedrich von Dallwitz ließ das Alte Schloss abtragen und das heutige Schloss von 1780 bis 1796 errichten. Er starb im Jahr der Fertigstellung des Neubaus und vererbte diesen an seinen jüngeren Bruder Johann Maximilian.

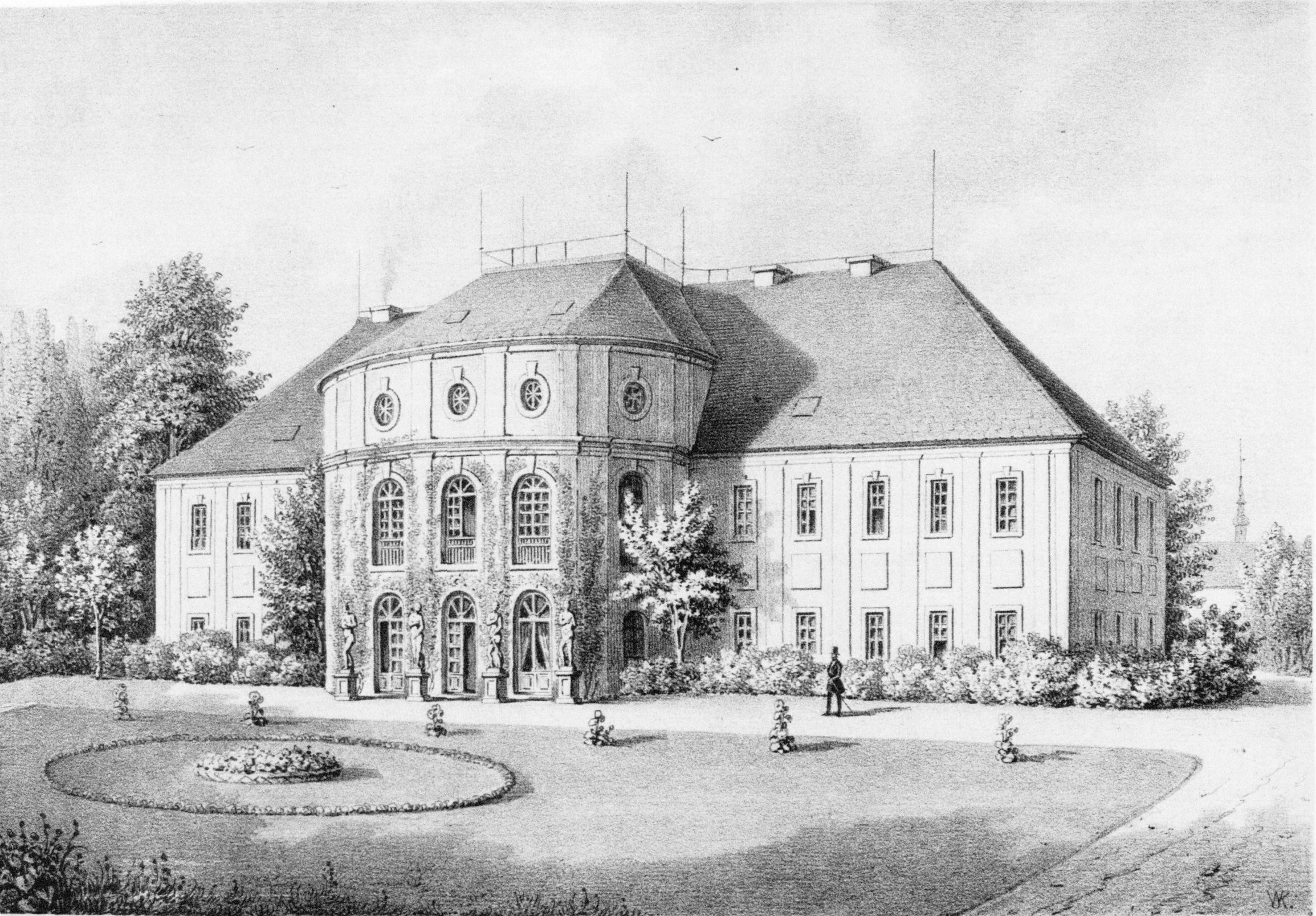
Das Schloss Mitte des 19. Jahrhunderts

Um 1811 wurde der Herrensitz bei einer Versteigerung von dem preußischen Oberamtmann Johann Christoph Steinkopf erworben und kam so erstmals in bürgerliche Hand. Nach seinem Tod im Jahr 1828 ging das Schloss an seinen älteren Sohn Johann Carl Friedrich Christoph, der es 1836 wiederum an seinen Schwiegersohn Ferdinand Bruno Erdmann von Rabenau verkaufte. Nach 1904 gelangte es in den Besitz der Familie Kluge, die die noch vorhandenen Wassergräben der alten Burg in den Jahren 1923 bis 1926 zuschütten ließ. Im Zuge der Bodenreform wurde das Schloss 1945 Herbert Kluge enteignet und sollte daraufhin abgerissen werden. Im Hinblick auf die seit mehr als 500 Jahren betriebene Karpfen- und Schleienfischerei in den zahlreichen Teichen der Umgebung wurde jedoch auf Beschluss des Sächsischen Landtags in den Jahren 1948 und 1949 im Schloss eine Schule für Binnenfischerei mit teichwirtschaftlicher Versuchsstation eingerichtet.
Als Fachschule für Aus- und Fortbildung sowie angewandte Forschung auf dem Gebiet der Fischzucht wurde sie nach 1990 weitergeführt und untersteht heute als Fischereibehörde dem Sächsischen Landesamt für Umwelt, Landwirtschaft und Geologie. Die zum Schloss gehörende Orangerie aus dem Jahr 1870 wurde 1950 umgebaut und diente fortan als biologische Forschungsstation. Sie wurde von 1992 bis 1993 rekonstruiert und beherbergt heute einen wissenschaftlichen Forschungsraum und eine Bibliothek. Seit 2007 steht sie auch für Hochzeiten zur Verfügung. Das Gebäude südlich der Orangerie wurde Ende der 1970er Jahre errichtet und fungiert als Internat der Fischereischule, die deutschlandweit eine von nur drei Berufsschulen ist, in der Fischwirte ausgebildet werden. Für Touristen ist das denkmalgeschützte Schloss nicht zugänglich.
Eine durch Dach- und Mauerschäden und aufgrund der Nutzungsanforderungen der Fischereischule dringend notwendige Sanierung der Schlossanlage samt Orangerie und dem kulturhistorisch bedeutsamen Schlosspark soll von etwa 2022 bis 2024 erfolgen.

## Baubeschreibung
Das mit einem Walmdach versehene Schloss wurde als zweigeschossiges Gebäude mit 15 Achsen auf rechteckigem Grundriss errichtet. Es ist 41 Meter lang und zwölf Meter breit. Im Stil des Spätbarock erbaut, weist es bereits klassizistische Formen auf.

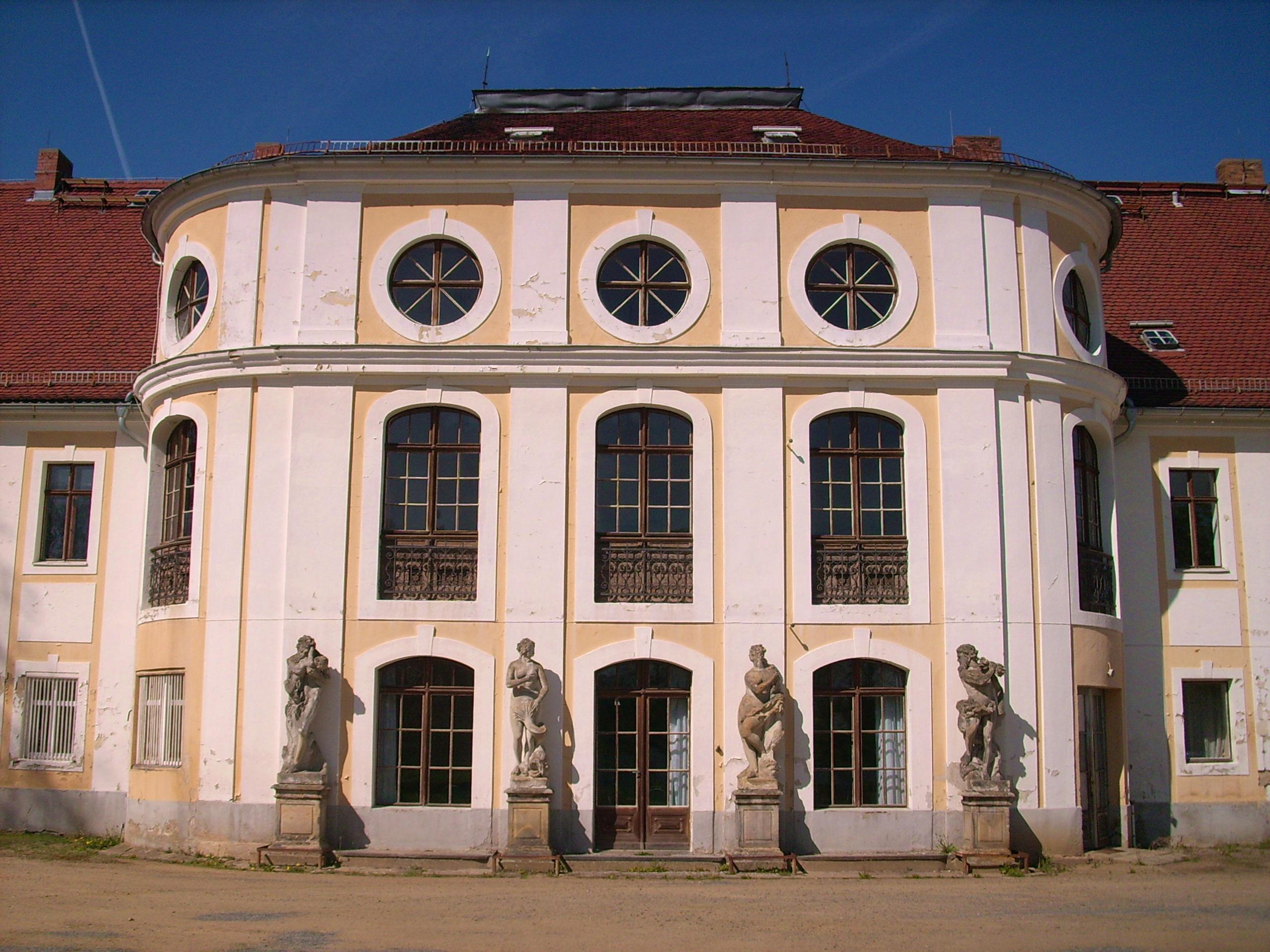
Die Gartenfront im April 2012

Die Fassaden des Schlosses wurden mit einfachen Lisenen und Brüstungsfüllungen eher schlicht gehalten. Die weißen Pfeiler und Umrahmungen kontrastieren dabei die Füllungen in gelblichem Farbton. Die langgestreckte Eingangsfront bzw. Hofseite ist mit einem kaum sichtbaren Risalit strukturiert. Die Gartenseite dominiert hingegen ein an den Seiten abgerundeter Mittelrisalit mit aufgesetztem Halbgeschoss.
Die Innenräume wurden ebenfalls unprätentiös gestaltet. Die einfachen Pfeiler des Flurs versah man mit korbbogigen Gurten. Über mehreren Türen wurden aus Holz geschnitzte Supraporte angebracht. Im Erdgeschoss reihen sich vornehmlich ehemalige Wirtschaftsräume und Zimmer der Diener um einen nach innen abgerundeten, mit Rundnischen versehenen Flur sowie um den zur Südseite gelegenen, ähnlich strukturierten Gartensaal. Die vormaligen Räumlichkeiten der Diener liegen zu beiden Seiten des Flurs sowie neben der Haupt- und einer rechtwinklig gewendelten Nebentreppe. Westlich des Gartensaals, der durch eine Säulenstellung gegliedert ist, befinden sich nebst Küche drei gewölbte Vorrats- und Wirtschaftsräume. Im Obergeschoss erstreckt sich der Hauptsaal über die volle Breite des Mittelrisalits der Gartenseite. Wie der Gartensaal ist auch der Hauptsaal, der im Jahr 1896 etwas erhöht wurde, nach innen abgerundet und mit Nischen ausgestattet. Durch fünf Balkontüren und darüber befindliche kreisrunde Fenster erhält er viel Licht. Flächen über den Rundnischen und Teile der Innenwand versah man mit Öffnungen, die wahrscheinlich über den Speisesaal zu einem Dachraum für Musiker führten. Auf der Hofseite befand sich das Speisezimmer in der Breite des Hauptsaals. Es wurde später in drei Räume unterteilt. In den Seitenflügeln des Schlosses befinden sich die einst herrschaftlichen Wohn- und Schlafzimmer.

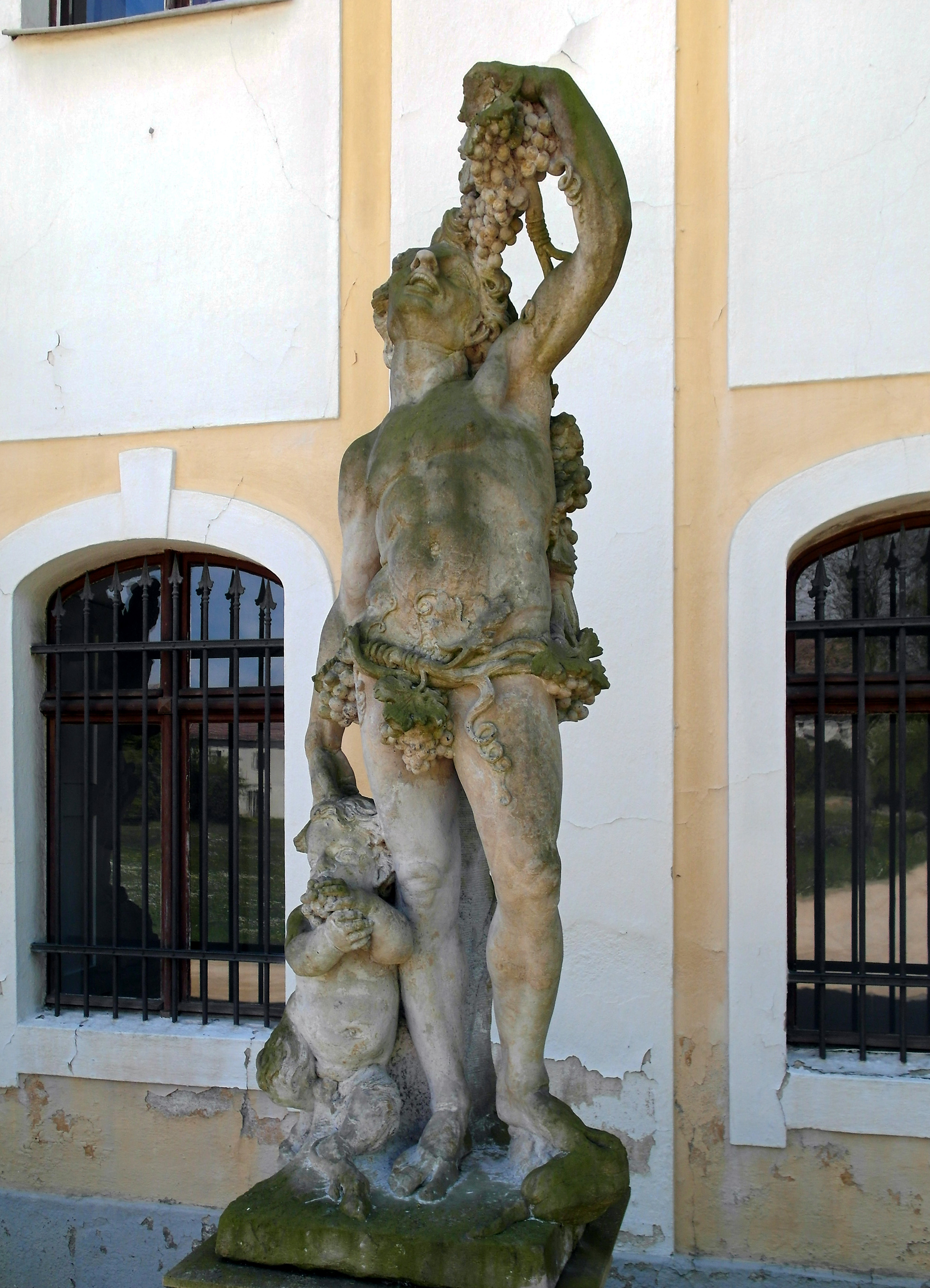
Sanierte Sandsteinfigur (Allegorie des Herbstes) aus der Werkstatt von Balthasar Permoser

Vor den Pfeilern der Gartenfront stehen auf profilierten Sockeln vier lebensgroße Skulpturen aus Sandstein. Sie gehören zum Originalbestand des Schlosses und stellen Götter aus der römischen Mythologie dar. Westlich steht Saturn, der einen Knaben verschlingt, daneben Venus mit einem Delfin, gefolgt von Juno mit einem Pfau und Jupiter mit einem Blitzbündel. Die Eingangsfront zieren sechs weitere Sandsteinfiguren. Sie stammen aus der Dresdner Werkstatt Balthasar Permosers und wurden dort vermutlich im ersten Viertel des 18. Jahrhunderts geschaffen. Sie gehörten zuvor zum Herrenhaus in Luga, wurden jedoch 1946 aus Furcht vor Zerstörung nach Königswartha gebracht. Die Reihenfolge ihrer Aufstellung stimmt mit der originalen Aufstellung in Luga überein. Von links nach rechts ruhen auf verzierten Sockeln Bacchus, die allegorischen Figuren des Sommers und des Frühlings, Apollon sowie Herbst und Winter. Die insgesamt zehn der Witterung über Jahrhunderte schutzlos ausgelieferten Sandsteinfiguren wurden 2012 in einer Bautzener Werkstatt restauriert. Für die vier Skulpturen der Gartenseite wurden dabei neue Postamente angefertigt, die den alten, zu brüchig gewordenen Sockeln nachempfunden wurden.
Bei der östlich des Schlosses gelegenen ehemaligen Orangerie handelt es sich um ein rechteckiges Gebäude mit gewalmtem Satteldach und einer durch acht Holzsäulen gegliederten Glasfront. Im Inneren ist sie durch eine halbkreisförmige Nische erweitert, hinter der sich einst die Wohnräume des Gärtners befanden. Die Stallgebäude des Wirtschaftshofs in nördlicher bzw. nordwestlicher Lage des Schlosses sind innen gewölbt und weisen außen auf Höhe des Erdgeschosses schlichte Pfeilervorlagen mit korbbogigen Blenden auf. Die Pfeiler der Einfahrtstore zum Schlosshof tragen schlichte Empire-Vasen.

## Innenausstattung
Die wertvolle Innenausstattung des Schlosses ging im Zweiten Weltkrieg größtenteils verloren. Die Räume waren hauptsächlich mit Rokokomöbeln aus der Erbauungszeit ausgestattet. So befanden sich vier kleine Rokokotische im Gartensaal. Das Inventar des Hauptsaals im Obergeschoss war einst sowohl im Stil des Rokoko als auch im Stil des Empire gehalten. Auf breiten Pfeilern saßen Konsolen mit Vasen. Auf dreibeinigen, fast zwei Meter hohen Holzgestellen lagen Konsolplatten mit je sieben Tüllen, die vermutlich der Beleuchtung dienten. Auf einer Konsole mit Blattornamentik stand eine in Schildpatt eingefasste Boulle-Uhr, darunter vor einer vermauerten Tür ein zweibeiniges Tischchen.
Vor drei Pfeilern befanden sich elliptisch geformte Postamente aus Holz mit vergoldeten Verzierungen. Darauf standen Gipsbüsten von König Johann, König Friedrich August dem Gerechten und Königin Maria. In den Nischen zierten Vasen ebensolche Postamente. Die Sessel und zwei Sofas waren weiß und vergoldet mit rotem Plüschbezug, ebenso die Stühle mit kreisrundem Sitz und ovaler Lehne, die den originalen Stühlen des Barockschloss Neschwitz ähnelten. An den Balkontüren waren reichgeschnitzte Vorhangstangen angebracht, an den Fensterpfeilern rechteckige Spiegel. Die Platten der kleinen Tische waren aus verschiedenfarbigem Marmor.
An der Nordwand des Hauptsaals hingen zwei 92 mal 125 Zentimeter große, in Öl auf Leinwand ausgeführte Bildnisse. Sie wurden 1755 in Wien von einem Maler namens Hagelganß angefertigt und zeigten Heinrich Christian Reichsgraf von Kayserling in schwarzem Gewand mit weißem Spitzenkragen und seine Gattin Katharine Erdmuthe Gräfin von Kayserling in einem rosafarbenen Kleid mit Spitzenärmeln.

## Parkanlage

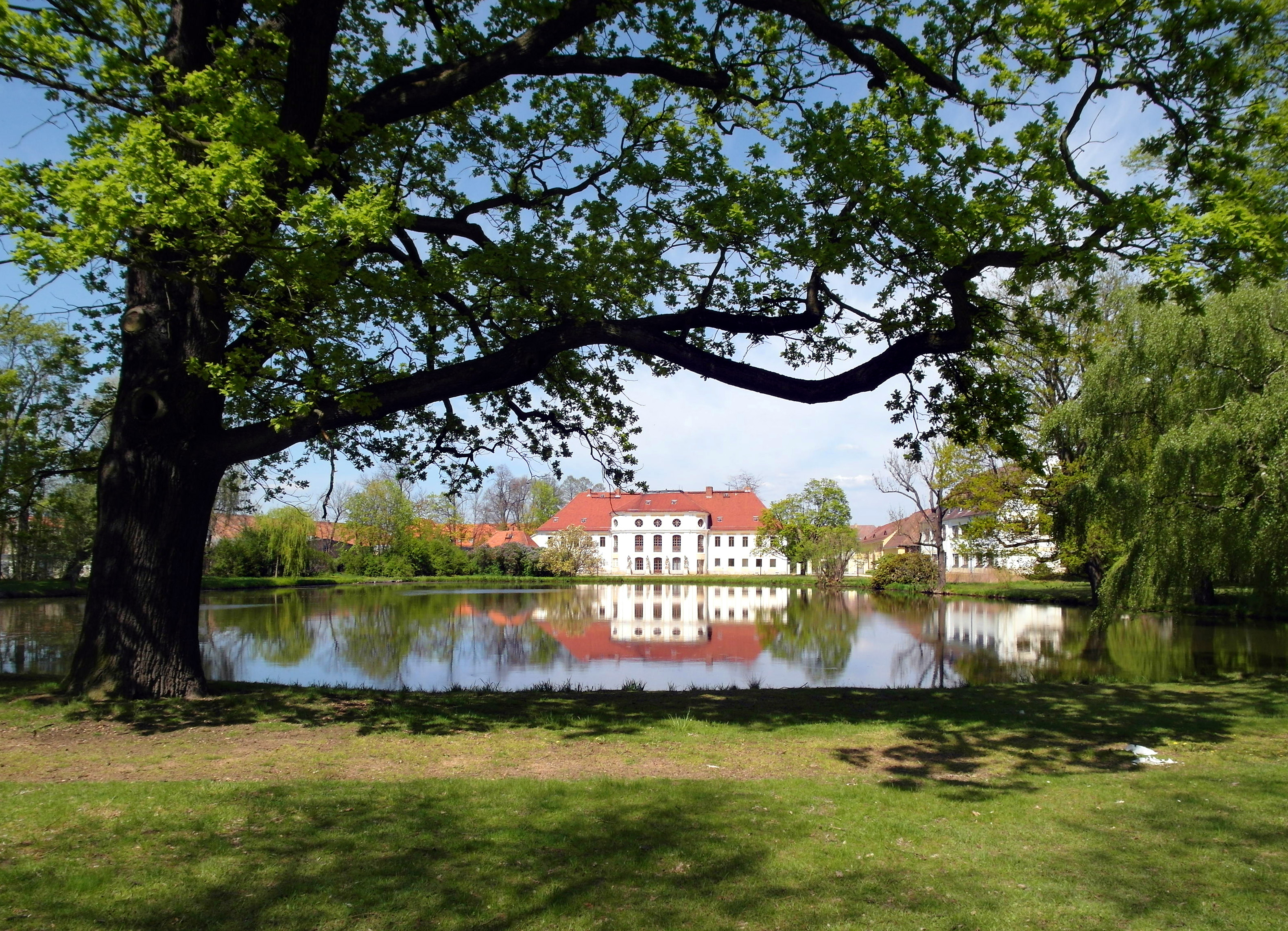
Schlosspark mit großem Teich

Zum Schloss gehört ein öffentlich zugänglicher Park, der bei einer Fläche von 2,6 Hektar westlich der B 96 zum Teil von einer Bruchsteinmauer umgeben ist und zur anderen Seite hin von einem vom Hoyerswerdaer Schwarzwasser abgeleiteten Mühlgraben begrenzt wird. Im südlichen Teil der in englischem Landschaftsstil gestalteten Anlage liegt zwischen Blütensträuchern das Grabmal von Ferdinand Bruno Erdmann von Rabenau (1809–1870) und seiner Familie. Ursprünglich lag an dieser Stelle eine Gruft der von Rabenaus, die man jedoch 1993 wegen Baufälligkeit zuschütten ließ. Davon übriggeblieben ist lediglich eine Grabplatte. Das Parktor wurde vermutlich erst nach 1945 am Eingang des Parks aufgestellt und stammt wohl aus Schloss Guteborn. Im Jahr 1999 wurde es restauriert.

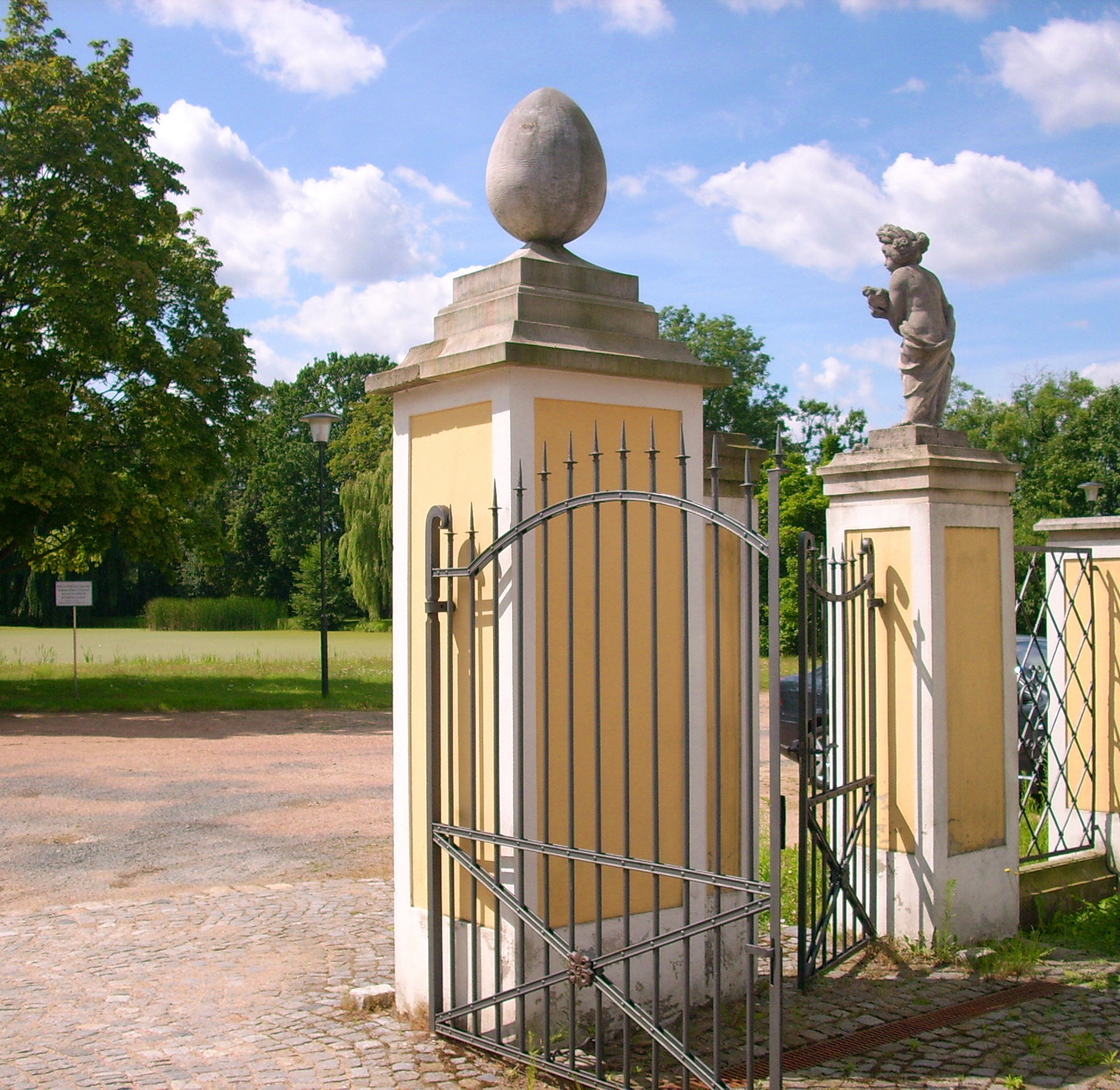
Pfeiler des Parktors

Am großen Teich des Parks stehen gegenüber dem Schloss zwei mächtige Stieleichen. Neben ihnen befanden sich zeitweilig zwei Hirschfiguren aus vergoldetem Zinkblech, die ursprünglich zum kriegszerstörten Schloss in Kauppa gehörten. Sie wurden in den 1960er Jahren entfernt und zwecks sekundärer Rohstoffgewinnung eingeschmolzen. Ehemals befanden sich im Park auch eine etwa 130 Zentimeter große Sandsteinfigur, die aus der Erbauungszeit des Schlosses stammte und vermutlich einen Narren darstellte, sowie eine mit Blattgehängen verzierte Vase im Stil des Empire auf würfelförmigem Sockel.
Mit dem Bau des neuen Schlosses ließ bereits Johann Carl Friedrich von Dallwitz einen Barockgarten anlegen. Da der von ihm ausgewählte holzbewachsene Platz, der sogenannte „Winz“, hauptsächlich unfruchtbaren Boden aufwies, stieß man beim Aufschütten der Erdoberfläche auf einen bronzezeitlichen Begräbnisplatz. Die zahlreich gefundenen Urnen und Gerätschaften aus Metall und Ton sowie ein aus Steinen bestehender Opferherd ließ von Dallwitz, der als Kenner der Altertumskunde den Wert der Fundstücke erkannte, von einem Dresdner Künstler sorgfältig nachzeichnen. Die daraus entstandenen colorierten Bilder gab von Dallwitz daraufhin in einem fast 200-seitigen Folioband unter dem Titel Koenigswartha subterranea heraus. Der schließlich fertiggestellte Barockgarten wurde um 1800 in einen englischen Landschaftspark umgestaltet.
Der Schlosspark Königswartha ist vertraglicher Kooperationspartner des Gartenkulturpfades beiderseits der Neiße.